# Équipe du Guatemala masculine de volley-ball
Cet article traite de l'équipe masculine. Pour l'équipe féminine, voir Équipe du Guatemala féminine de volley-ball.
L'équipe du Guatemala de volley-ball est composée des meilleurs joueurs guatémaltèques sélectionnés par la Fédération Guatémaltèque de Volleyball. Elle est actuellement classée au 68e rang de la FIVB au 15 janvier 2010.

## Sélection actuelle
Sélection pour les qualifications aux Championnats du monde 2010.

Entraîneur :  Reider Lucas Mora ; entraîneur-adjoint :  Jorge Enrrique Chavez Garoz

## Palmarès et parcours

### Palmarès
Néant.

### Parcours

#### Championnat d'Amérique du Nord
| - 1969 : 8e - 1971 : Non qualifié - 1973 : Non qualifié - 1975 : Non qualifié - 1977 : Non qualifié - 1979 : 7e - 1981 : 8e - 1983 : Non qualifié - 1985 : 11e - 1987 : 8e | - 1989 : 11e - 1991 : Non qualifié - 1993 : Non qualifié - 1995 : Non qualifié - 1997 : 8e - 1999 : 7e - 2001 : Non qualifié - 2003 : 7e - 2005 : Non qualifié - 2007 : Non qualifié | - 2009 : Non qualifié - 2011 : Non qualifié - 2013 : 9e - 2015 : Non qualifié - 2017 : 5e - 2019 : 7e - 2021 : 7e |

#### Coupe Pan-Américaines
| - 2006 : Non qualifié - 2007 : Non qualifié - 2008 : Non qualifié - 2009 : 6e - 2010 : Non qualifié - 2011 : Non qualifié - 2012 : Non qualifié - 2013 : Non qualifié - 2014 : Non qualifié - 2015 : Non qualifié - 2016 : Non qualifié - 2017 : Non qualifié - 2018 : 11e - 2019 : 10e |